# Lasiodora striatipes
Lasiodora striatipes là một loài nhện trong họ Theraphosidae.
Loài này thuộc chi Lasiodora. Lasiodora striatipes được miêu tả năm 1871 bởi Ausserer.